# Leonid Wassiljewitsch Chabarow

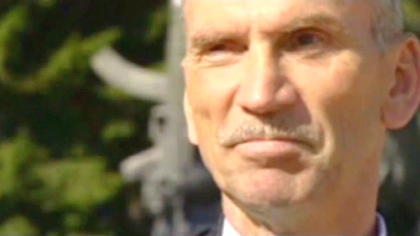
Oberst Chabarow (2011)

Leonid Wassiljewitsch Chabarow (russisch Леонид Васильевич Хабаров; * 8. Mai 1947 in Schadrinsk) ist ein ehemaliger sowjetischer und russischer Offizier. Er war Kriegsteilnehmer in Afghanistan und Hochschullehrer.
Chabarow hatte sich gegen die Regierung des russischen Präsidenten Jelzin eingesetzt und war ein wichtiger Kritiker des ehemaligen russischen Verteidigungsministers Juri Nikolajewitsch BalujewskiAnatoli Serdjukow sowie der russischen Militärreform. Er wird den russischen Nationalisten zugeordnet und war bis zum 2. Juli 2014 in Haft, verschiedenste Unterstützer setzen sich für eine Freilassung ein.

## Militärische Karriere

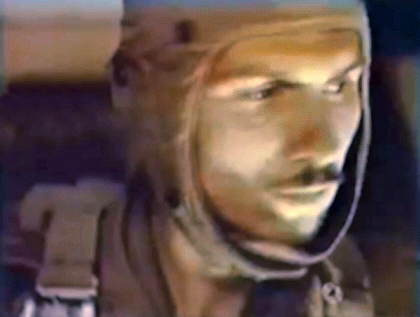
Chabarow als Fallschirmjäger-Oberleutnant (1975)

Chabarow wurde bereits in den 1970er Jahren in der Sowjetunion zu einer Berühmtheit, da er in einem bekannten Werbungsvideo der Sowjetarmee 1975 die Hauptrolle spielte.
Sein Luftangriffsbataillon überflog 1979 als erste Einheit der sowjetischen Armee die Grenze zur Demokratischen Republik Afghanistan und besetzte nach einem 450 km langen Marsch den strategisch wichtigen Salangpass verlustlos, wodurch Chabarow dessen erster sowjetischer Kommandant wurde.
Nach der Entlassung aus den Streitkräften leitete er von 1991 bis 2010 den Militärlehrstuhl der Staatlichen Technischen Universität des Uralgebiets. Im Jahr 2011 zog er sich zurück.
Er äußerte sich öffentlich kritisch über den ehemaligen Verteidigungsminister Anatoli Serdjukow, den er unter anderem nicht als Staatsmann, sondern Staatsverbrecher charakterisierte. Serdjukow ist in seinem Amt umstritten, weil er der erste Nichtmilitär in der Position ist und aufgrund tiefgreifender Eingriffe in die Beschaffung und Organisation.

## Untersuchungshaft

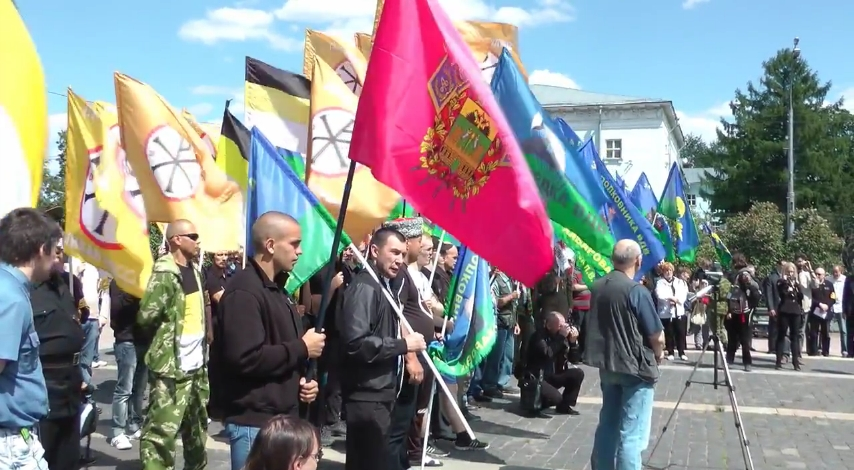
„Freiheit für Oberst Chabarow!“ Protestkundgebung für die Freiheit von Leonid Chabarow (2012)

Am 19. September 2011 wurde Chabarow verhaftet und in Untersuchungshaft genommen. Er saß in Jekaterinburg im Gefängnis Nr. 1 ein, weil ihm ein „Versuch der Organisation eines bewaffneten Aufstands und Einbeziehung von anderen Personen in terroristische Aktivitäten“ vorgeworfen wird.
In verschiedenen Städten der Russischen Föderation sowie vor den russischen diplomatischen Vertretungen und Konsulaten in den GUS-Ländern wurden Kundgebungen zur Unterstützung Chabarows und Proteste gegen seine Festnahme und das langdauernde Gerichtsverfahren organisiert.
Das SOWA-Zentrum ordnet Chabarow der rechtsnationalistischen Wiedergründung des Bund des russischen Volkes (NOMP) und als dessen örtlicher Anführer in Woronesch ein. Sova berichtet von Waffenfunden bei Chabarow, ein mitverhafteter NOMP-Anhänger, der frühere Kriminalpolizeioffizier Wladislaw „Termite“ Ladeischtschikow sei bereits zu einer verhältnismäßig milden Haftstrafe von 6 Jahren verurteilt worden.
Gegen die Verhaftung sprachen sich unter anderem Andrei Saweljew, Leonid Iwaschow, Alexei Dymowski, Maxim Kalaschnikow und Irek Murtasin aus, welche Chabarows politischem Lager keineswegs angehörten. Oberst Wladislaw Siomkowski machte in einem Interview mit der PublicPost geltend, die Anklage zitiere angebliche Putschpläne, bei denen Chabarow mit einem plötzlichen Stromausfall ganze Regionen hätte lahmlegen wollen. Das habe Ähnlichkeit mit Vorwürfen der Schauprozesse der 1930er Jahre. Damals wäre ein solcher Stromausfall auch schockierend gewesen. Im Gegensatz dazu falle im modernen Russland andauernd der Strom aus, die Vorwürfe seien konstruiert.

## Auszeichnungen
- Rotbannerorden
- Medaille „Für Auszeichnung im militärischen Dienst“, alle Klassen
- Medaille „Für einwandfreien Dienst“, alle Klassen
- Medaille „Veteran der Streitkräfte der UdSSR“

Nach dem Fall der Sowjetunion erhielt er den russischen Orden für Militärische Verdienste und einige weitere Auszeichnungen, die teilweise auf die postkommunistischen Kräfte der russischen Verfassungskrise 1993 zurückgingen.